# Вестманланд (лен)
 Тази статия е за административната единица.  За историческата провинция вижте Вестманланд (провинция).  
Лен Вестманланд (на шведски: Västmanlands län) е лен в централна Швеция. Граничи на север с лените Даларна и Йевлебори, на югозапад с лен Йоребру, а на изток с лените Упсала и Сьодерманланд. Административен център на лена е град Вестерос.
През XI век тук се изгражда металургичен център.

## Общини в лен Вестманланд
В рамките на административното си устройсто, лен Вестманланд се разеделя на 10 общини със съответно население към 31 декември 2013 :
|  | - Арбуга (Arboga) с население 13 493 души; - Вестерос (Västerås) с население 142 131 души; - Кунгсьор (Kungsör) с население 8175 души; - Норбери (Norberg) с население 5608 души; - Сала (Sala) с население 21 769 души; - Сюрахамар (Surahammar) с население 9834 души; - Фагерща (Fagersta) с население 12 872 души; - Халстахамар (Hallstahammar) с население 15 524 души; - Шинскатебери (Skinnskatteberg) с население 4411 души; - Шьопинг (Köping) с население 25 237 души; |